# 音名

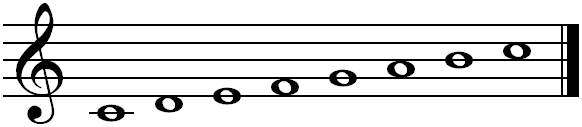
C大調音階，當中音符的音名就分別是C、D、E、F、G、A、B

音名就是音高的名称，即C、D、E、F、G、A、B。音名和音高的關係是绝对的；与音名相对的唱名則不同，唱名和音高的關係一般是相对的。每高或低八度音高的音名是一樣；而唱名就算是不同的音高，也可以一樣。

## 西洋古典音樂

鋼琴上對應的音名。

西方音樂中，對一個八度中的七個音高設有名稱，表示該音的絕對音高，每高或低八度則重複這七個音名。而加上變音記號（♯、♭）則表示改變音高。
西洋音樂的音名在各語言中稍有不同。英語從下至上使用A至G，德語以H代替B。中文則使用七仙女（雅芳、雅欣、雅婷、雅涵、雅雯、雅玲、雅琪）的名字順序從下至上稱為「芳、欣、婷、涵、雯、玲、琪」（對應的英語音名為A、B、C、D、E、F、G），但是也有從Do、Re、Mi、Fa、Sol、La、Si音譯的階名唱法（只用在唱名中，不用在音名中），為「多、來、米、法、索、拉、西」。意大利語和法語則基於《聖約翰讚美詩》（Ut Queant Laxis）的歌詞，從下至上稱為Ut、Re、Mi、Fa、Sol、La（對應的英語音名為C、D、E、F、G、A），意大利語再把Ut改作Do，La之後又加上Si（英語音名為B），而俄語則照意大利語的準則。日語中是使用伊呂波順序從下至上稱為（對應的英語音名為A、B、C、D、E、F、G），但是也有從Do、Re、Mi、Fa、Sol、La、Si音譯的階名唱法（只用在唱名中，不用在音名中），為。韓語中是使用諺文字母順序從下至上稱為（對應的英語音名為A、B、C、D、E、F、G），但是也有從Do、Re、Mi、Fa、Sol、La、Si音譯的階名唱法（只用在唱名中，不用在音名中），為。
而變音記號，中文在音名前加上「升」、「降」、「重升」、「重降」；英語、意大利語、俄語、法語在音名後加上♯、♭、；德語基本上是加上-is、-isis、-es、-eses的語尾，但降E用“es”、降A用“as”、降H用“B”；日語則是在音名前加上、；韓語則是在音名前加上。
例如，英語的「E major」，中文是「雯大調」，義大利語是「Mi maggiore」，俄語是「Ми мажор」，德語是「E-Dur」，法語是「Mi majeur」，日語是，韓語是，又如英語的「B-flat minor」，中文是「降欣小調」，義大利語是「Si bemolle minore」，俄語是「Си-бемоль минор」，德語是「b-Moll」（不是「hes-Moll」），法語是「Si bémol mineur」，日語是，韓語是。
| 語言     | 音名  | 音名 | 音名 | 音名 | 音名 | 音名 | 音名 |
| -------- | ----- | ---- | ---- | ---- | ---- | ---- | ---- |
| 英語     | C     | D    | E    | F    | G    | A    | B    |
| 中文     | 婷    | 涵   | 雯   | 玲   | 琪   | 芳   | 欣   |
| 德語     | C     | D    | E    | F    | G    | A    | H    |
| 意大利語 | Do    | Re   | Mi   | Fa   | Sol  | La   | Si   |
| 法語     | Ut/Do | Ré   | Mi   | Fa   | Sol  | La   | Si   |
| 俄語     | До    | Ре   | Ми   | Фа   | Соль | Ля   | Си   |
| 日語     |       |      |      |      |      |      |      |
| 韓語     |       |      |      |      |      |      |      |

### 八度
需要區別不同八度的音高時，則會在音名後加上數字，中央C是c1，高八度是c2，低八度是c 。德語中的中央C是c1，高八度是c2，低八度是c，再低八度是大階C，更低八度是C1。而日語則基於德語，中央C是，高八度是，低八度是，再低八度是平假名，更低八度是。

## 東亞傳統音樂
東亞稱音高的名稱為律名。
中國在一個八度中的所有十二個半音都設有名稱，則十二律。基準音是黃鐘，然後每半音上升，則是大呂、太簇、夾鐘、姑洗、仲呂、蕤賓、林鐘、夷則、南呂、無射、應鐘，高黃鐘八度的音又稱為清黃鐘。而基準音黃鐘在不同時代有不同的音高，現在等同西方的C。
| 黃鐘 | 大呂 | 太簇 | 夾鐘 | 姑洗 | 仲呂 | 蕤賓 | 林鐘 | 夷則 | 南呂 | 無射 | 應鐘 | 清黃鐘 |
| C    | C#   | D    | D#   | E    | F    | F#   | G    | G#   | A    | A#   | B    | C'     |

日本雅樂則稱D為，然後每半音上升，則是。
| 壹越 | 断金 | 平調 | 勝絶 | 下無 | 双調 | 鳧鐘 | 黄鐘 | 鸞鏡 | 盤涉 | 神仙 | 上無 |
| D    | D#   | E    | F    | F#   | G    | G#   | A    | A#   | B    | C    | C#   |

而不同樂器又會有不同叫法，如三味線稱為一本至十二本。

## 外部連結
1. Eric Taylor, The AB Guide to Music Theory PART I, the Associates Board of the Royal Schools of Music(Publishing) Ltd, 1989, Chapter 2: Introduction to Pitch, 2/1 Pitch names and notation (P.7-12), ISBN 1-85472-446-0
2. 音名 / 唱名 （页面存档备份，存于）
3. （中文）《史記》中記載的「律數」
4. （日語）